# Everybody's in Show-Biz
Everybody's in Show-Biz es el décimo álbum doble de la banda de rock británica The Kinks, lanzado en 1972 a través de RCA Records. El primer disco contiene grabaciones de estudio y el segundo grabaciones de sus actuaciones del 2 y 3 de marzo en el Carnegie Hall de Nueva York.
Everybody's in Show-Biz es conocido por ser el álbum de transición de The Kinks, marcado por el cambio en las composiciones de Ray Davies hacia un estilo más teatral, que se evidencia en los álbumes conceptuales de ópera rock de los siguientes discos.

## Lista de canciones
- Todas las canciones compuestas por Ray Davies, excepto donde se indique lo contrario

### Disco 1
1. "Here Comes Yet Another Day" – 3:53
2. "Maximum Consumption" – 4:04
3. "Unreal Reality" – 3:32
4. "Hot Potatoes" – 3:25
5. "Sitting in my Hotel" – 3:20
6. "Motorway" – 3:28
7. "You Don't Know My Name" (Dave Davies) – 2:34
8. "Supersonic Rocket Ship" – 3:29
9. "Look a Little on the Sunnyside" – 2:47
10. "Celluloid Heroes" – 6:19

### Disco 2
- Grabado en directo en Carnegie Hall, Nueva York, 2-3 de marzo de 1972

1. "Top of the Pops" – 4:33
2. "Brainwashed" – 2:59
3. "Mr. Wonderful" (L. Holofcener, G.D. Weiss, J.L. Bock) – 0:42
4. "Acute Schizophrenia Paranoia Blues" – 4:00
5. "Holiday" – 3:53
6. "Muswell Hillbilly" – 3:10
7. "Alcohol" – 5:19
8. "The Banana Boat Song (Day-O)" (W.A. Attaway, I. Burgie) – 1:42
9. "Skin and Bone" – 3:54
10. "Baby Face" (Benny Davis, H. Akst) – 1:54
11. "Lola" – 1:40

### Pistas adicionales reedición 1998
1. "Till the End of the Day" – 2:00
2. "She's Bought a Hat Like Princess Marina" – 3:04

### Personal
- Ray Davies - voz, guitarra
- Dave Davies - guitarra, voz
- John Dalton - bajo
- John Gosling - teclados
- Mick Avory - batería